# Долар Діснея
Долар Діснея (англ. Disney dollar) — корпоративна валюта, яка продається компанією Волт Дісней та виконує роль платіжного засобу на різних об'єктах корпорації. Вперше долар Діснея випущений у травні 1987 року. Ним можна розрахуватися за товар та послуги на територіях парків розваг Disneyland Resort та Walt Disney World, тематичних парках і магазинах компанії Дісней.
З 1987 року було випущено декілька серій банкнот. Виготовляються банкноти у США та на острові Ніуе. Остання емісія була у 2014 році. Були випущені банкноти номіналом 1, 5 та 10 доларів Діснея. Також існують банкноти вартістю 20 та 50 доларів Діснея. Найчастіше на банкнотах зображений Міккі-Маус. Також випущені долари з зображеннями Мінні Маус, Гуфі, Аріель, Дональда Дака і інших персонажів. Тема зазвичай пов'язана з яким-небудь ювілеєм діснеївського світу - 80-річчя Міккі Мауса, ювілеї конкретних Діснейлендів. Випускаються і цілі серії - наприклад «Гірська». У травні 2016 року компанія зупинила виробництво нових банкнот.
Банкноти мають серійні номери і легко пізнаваний дизайн. Долар Діснея має різні системи захисту від підробки - мікродрук, тисненні чорнила. Деякі банкноти прикрашені блискучим напиленням.
Номінал долара Діснея еквівалентний до долара США. Проте деякі рідкісні банкноти цінуються колекціонерами і їхня вартість може бути збільшена у сотні разів.

## Поширення
- Disney Dollar Information Resource [Архівовано 23 січня 2022 у Wayback Machine.]